# Lasseter Highway

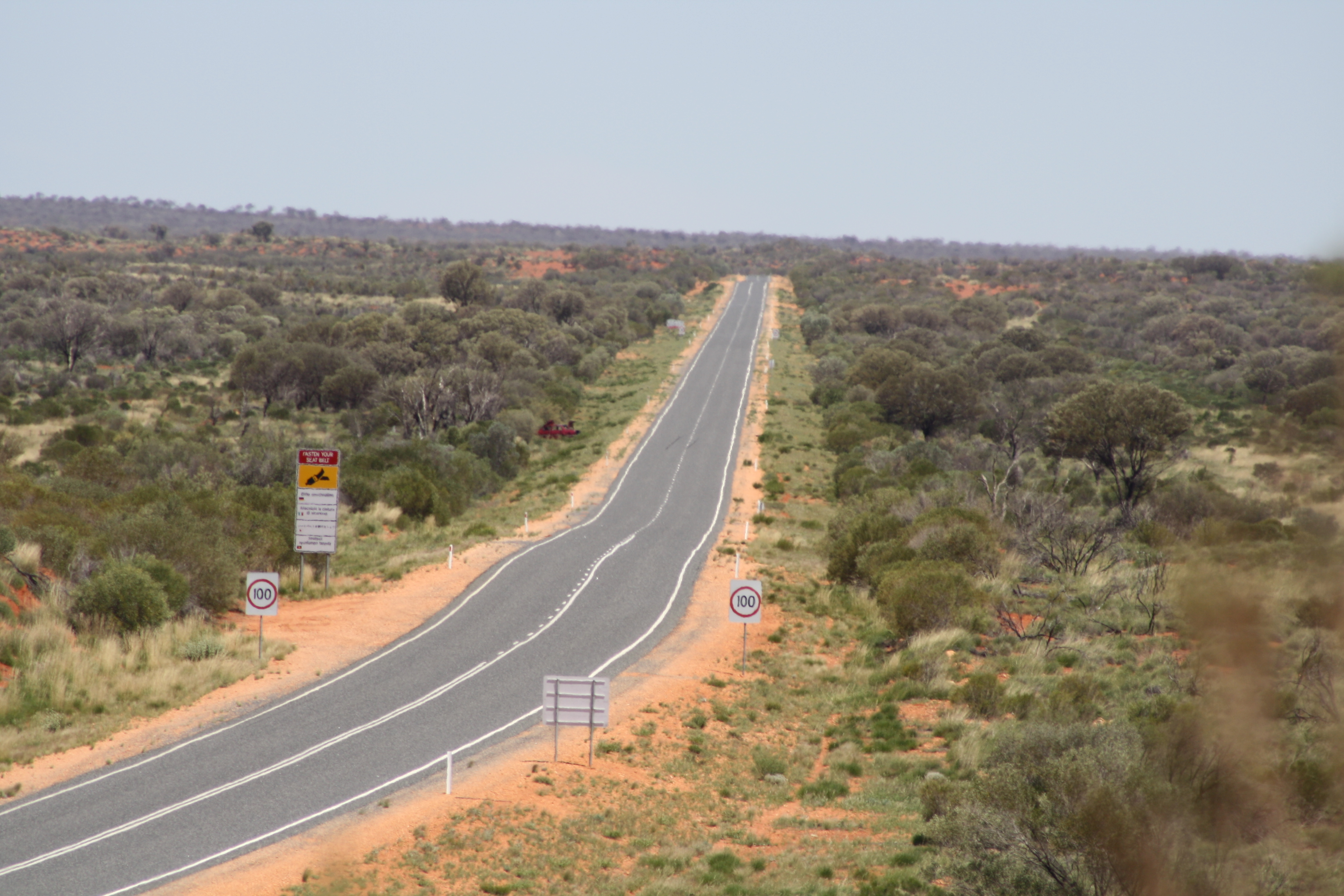
Lasseter Highway u vyhlídky Mount Conner Lookout

Lasseter Highway (česky Lasseterova dálnice) je dálnice značená také jako 4, A4 nebo B4. Dálnice se nachází v outcastu v jižní části Severního Teritoria v regionu MacDonnell v Austrálii. Dálnice má délku 244 km a vzhledem k řídkému osídlení, je její provoz málo frekventovaný. Po celé dálnici jsou jen čtyři místa pro tankování pohonných hmot. Dálnice získala název po populárním prospektoru (a pravděpodobně i lháři), kterým byl Lewis Hubert (Harold Bell) Lasseter, který žil v letech 1880 až 1931.

## Popis dálnice

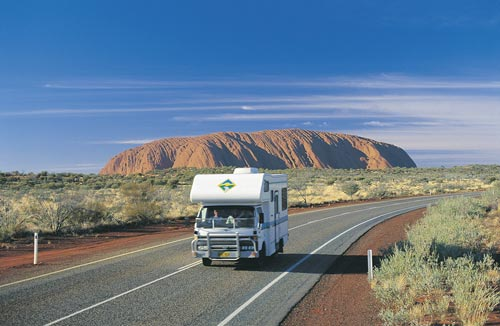
Lasseter Highway a v pozadí Uluru

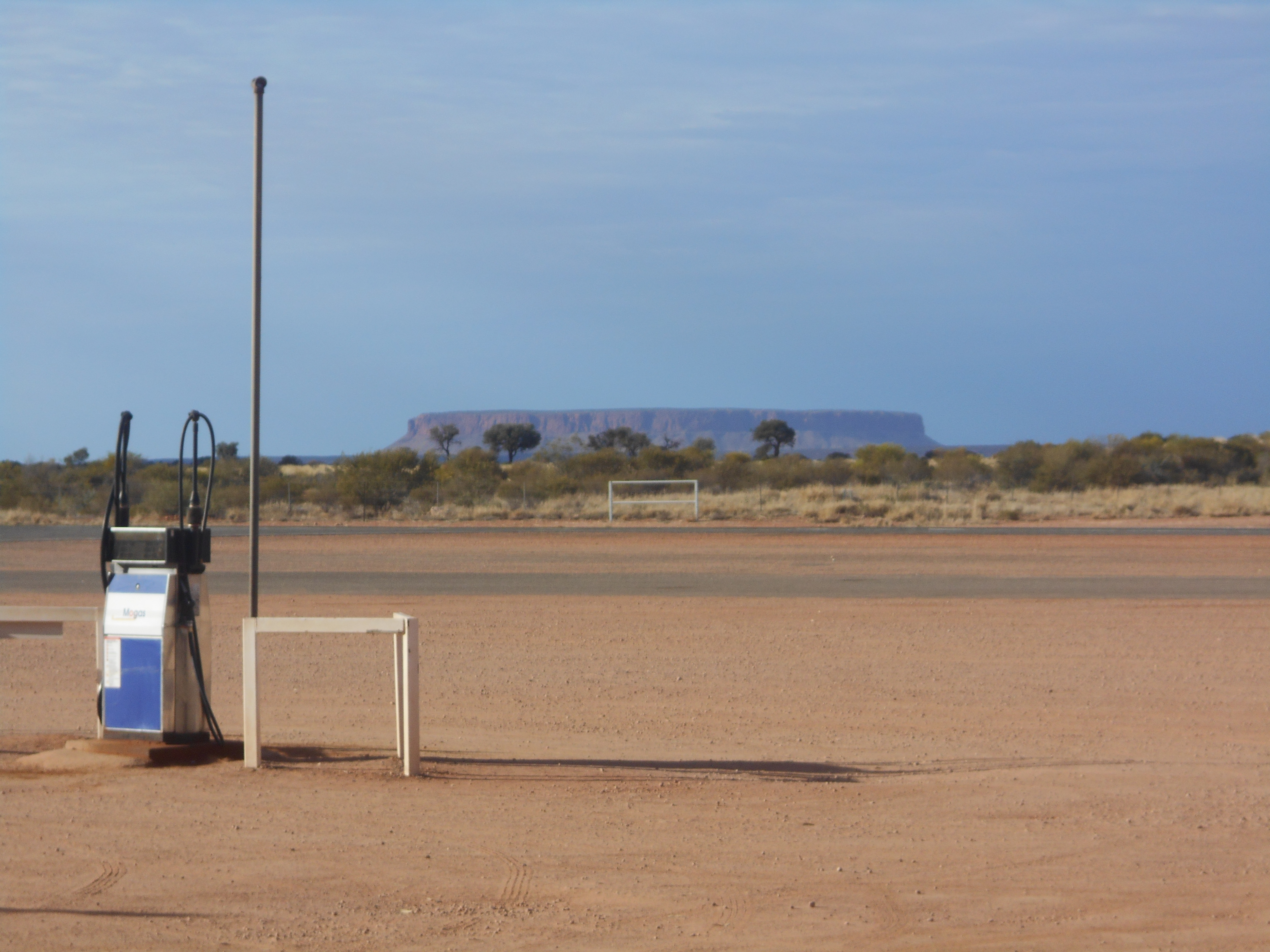
Pohled na Lasseter Highway a Mount Conner z Curtin Springs

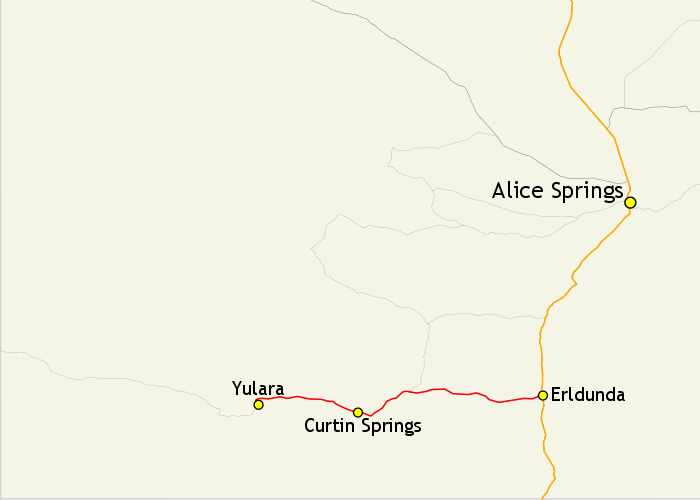

Lasseter Highway se táhne od západu k východu a začíná ve městě Yulara, které je jediným městem na její trase a které umožňuje přístup do národního parku Uluru - Kata Tjuta.
Z Yulary pokračuje dálnice západním směrem, kde míjí opuštěnou pouštní odpočívku Wild Camp a dále pokračuje kolem Sandy Way Rest Area, kde se nachází vyhlídka na Uluru, zdroj pitné vody a osamělé kempovací místo. První významnou zastávkou na dálnici je farma Curtin Springs, která nabízí pohonné hmoty, obchod, restauraci, ubytování, kemp a další služby.
Dálnice dále míjí odbočku Mulga Park Road, která vede k jihu kolem stolové hory Mount Conner. Lasseter Highway pak pokračuje kolem populární vyhlídky na Mount Conner (Mount Conner Lookout) a pak míjí Curtin Springs East Rest Area, což je osamělé kempovací místo s pitnou vodou. Lasseter Highway pak pokračuje oblastí Angas Downs Indigenous Protected Area, kde v místě The Corner, což je odpočívadlo s autobusovou zastávkou a informační tabulí, je odbočka Luritja Road (severním směrem k Angas Downs a národnímu parku Watarrka).
Dálnice pak pokračuje směrem k osamělému kempovacímu místu Kernot Range Rest Area, dále míjí severní odbočku k vesnici Imanpa (pod horou Mount Ebenezer). Druhou významnou zastávkou na dálnici je Mount Ebenezer Roadhouse, které nabízí kemp, ubytování, obchod, restauraci, pohonné hmoty a další služby.
Dálnice následně přemosťuje většinou vyschlý potok Karringa Creek, míjí odpočívku Truck Rest Area, míjí stožár vysílače a končí ve třetí významné zastávce, kterou je Desert Oaks Resort (kemp, ubytování, obchod, restaurace, pohonné hmoty a další služby), která se nachází poblíže vesnice Erldunda a kde se napojuje na dálnici Stuart Highway. Konec dálnice je také nazýván Gypsum Dam.
Dálnice na své cestě také míjí několik menších a větších solných jezer.

## Další informace

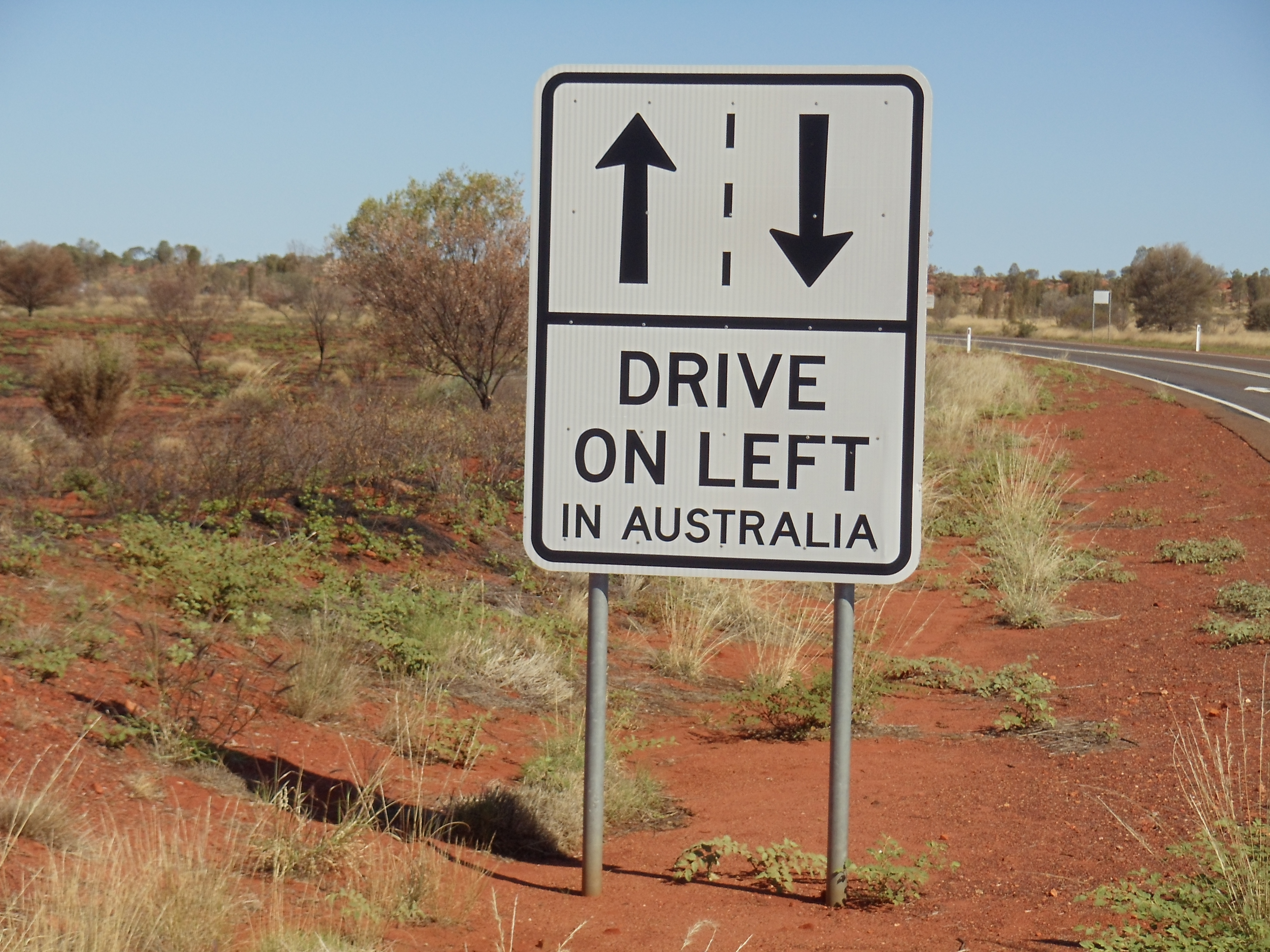

Při odbočování z Lasseter Highway na pouštní cesty je dobré pamatovat na to, že na mnoha místech není dostupný mobilní signál, chybí voda a oblast je velmi řídce osídlená. Dálnice a její okolí může být nebezpečné i v období dešťů. Po dálnici, podobně jako po celé Austrálii se jezdí vlevo. Na dálnici také hrozí možnost automobilové srážky s dobytkem z místních farem.